# نبوءات نوستراداموس
نبوءات نوستراداموس (بالفرنسية: Les Prophéties) هو كتاب من تأليف نوستراداموس، وقد نُشر لأول مرة عام 1555. يتكون الكتاب من مجموعة من 942 رباعية شعرية (quatrains) يُزعم أنها تتنبأ بالأحداث المستقبلية.

## نظرة عامة
نُشرت الطبعة الأولى من الكتاب عام 1555، وتتألف من مجموعة من "المئات" (مجموعات من 100 رباعية شعرية) باستثناء المئة السابعة التي تحتوي فقط على 42 رباعية لأسباب غير معروفة. حققت النسخة الأصلية شعبية كبيرة، حيث أُعيد طبعها عدة مرات بعد وفاته.

## الخلفية
نوستراداموس، واسمه الحقيقي ميشيل دي نوسترادام (Michel de Nostredame)، كان طبيبًا فرنسيًا وعالم فلك ومُنجّمًا. في منتصف حياته المهنية، بدأ بكتابة توقعات شعرية مشفّرة تُعرف اليوم باسم نبوءاته. تم نشر المجموعة الأولى عام 1555، وحقق الكتاب شهرة سريعة، مما جذب انتباه حتى الملكة كاثرين دي ميديشي.

## المحتوى والأسلوب
يُكتب الكتاب على شكل رباعيات شعرية – أربعة أسطر لكل واحدة – ويُقسّم إلى "قرون" (Centuries)، وكل قرن يحتوي على 100 رباعية باستثناء السابع، الذي يحتوي على 42 فقط. أسلوب الكتاب غامض، ومليء بالإشارات الرمزية، والمصطلحات القديمة، والتلميحات إلى لغات متعددة، مما يجعل تفسير النبوءات صعبًا ومفتوحًا لعدة تأويلات.

## التفسير والاستقبال
جذب كتاب *نبوءات* أتباعًا ومفسرين عبر القرون. يدّعي بعض القراء أن نوستراداموس تنبأ بأحداث كبرى مثل الثورة الفرنسية، صعود هتلر، أحداث 11 سبتمبر، وحروب عالمية. ومع ذلك، ينتقده العديد من العلماء بسبب غموض تنبؤاته ويفسرون نجاحاته المزعومة كنتيجة للغموض اللغوي والتفسيرات الواسعة للنصوص.

## التأثير الثقافي
أثّر كتاب *نبوءات* على الثقافة الشعبية، حيث ألهم العديد من الكتب، الأفلام، والبرامج الوثائقية. كما أصبح نوستراداموس رمزًا شهيرًا في عالم التنجيم والتنبؤات، ويستمر الجدل حول دقة وصدق نبوءاته إلى يومنا هذا.